# Жунусов, Сакен Нурмакович
Сакен Нурмакович Жунусов (1 февраля 1934, Кзылту, КазАССР — 28 апреля 2006, Астана) — казахский писатель

 и драматург. Директор казахского отделения Литературного фонда СССР. Народный писатель Казахстана (1996). Лауреат Государственной премии Казахской ССР (1986).

## Биография
Родился в селе Кзылту Кзыл-Туского района Северо-Казахстанской области (ранее — Кокчетавской области). Происходит из рода бегендык племени аргын.
В 1957 окончил филологический факультет и аспирантуру Казахского государственного университета им. Кирова. Работать начал литературным сотрудником журнала «Пионер» (1957—1959 гг.). В 1960—1964 годах — заведующий отделом литературы Казахского государственного академического театра драмы им. М. Ауэзова. Параллельно преподавал в Кустанайском педагогическом институте.
В 1964—1968 годах — сотрудник газеты «Казах адебиети». С 1988 по 1992 год — директор казахского отделения Литературного фонда СССР, секретарь Союза писателей Казахстана. С 1992 года — на творческой работе.
Автор романов, сборников рассказов и 17 пьес. Самым известным его произведением стала дилогия «Ахан-серэ» — роман о знаменитом казахском акыне XIX века. В книге изображены яркие картины социальной жизни, быта и нравов казахов-кочевников второй половины XIX века. Самого народного писателя за многогранный талант называли в народе «Сакен-серэ». Серэ — это народный поэт — песенник.
Умер 28 апреля 2006 года в Астане. Похоронен на городском кладбище Астаны.

## Память
- На домах в Алматы и Нур-Султане, где последние годы проживал писатель, установлены мемориальные доски.
- В областной библиотеке им. С. Муканова СКО прошла книжно-иллюстративная выставка, посвящённая 75-летию со дня рождения Сакена Жунусова.
- В 2014 году был снят документальный фильм «Сакен Жунусов», который снял его брат режиссёр Орал Жунусов[7]
- 1996 году С.Жунусову присуждено звание «Казахстанский народный писатель»

## Награды
- 2005 — Орден Парасат[8]